# Крекінг-установка в Халдії
Крекінг-установка в Халдії — підприємство нафтохімічної промисловості, розташоване в індійському штаті Західний Бенгал у місті Халдія за півсотні кілометрів на південний захід від Колкати.
Проект реалізувала компанія Haldia Petrochemicals Ltd (HPL), серед учасників якої є Chatterjee Group, конгломерат TATA, компанія Indian Oil Corporation та уряд Західного Бенгалу. Спорудження підприємства почалось у 1997-му, будівельної готовності досягли в 2000-му, а повноцінне введення комплексу в експлуатацію припало на наступний рік. Наразі крекінг-установка має виробничу потужність у 670 тисяч тонн етилену (на початку 2000-х цей показник становив лише 420 тисяч тонн) та 320 тисяч тонн пропілену на рік, які в подальшому спрямовуються на лінії полімеризації у поліетилен та поліпропілен аналогічної потужності.
Оскільки установка використовує достатньо важку (як для нафтохімії) сировину — газовий бензин (naphta), окрім перелічених вище олефінів вона також випускає 101 тисячу тонн бутадієну (важлива сировина для випуску синтетичного каучуку) та 132 тисяч тонн бензолу на рік. Побічними продуктами також є гідрогенізована фракція С4 (після відбору з початкової фракції діолефіну — бутадієна — залишається суміш бутану та бутенів, при цьому останні можливо додаванням водню перетворити на бутан), піролізний бензин (PyGas, pyrolysis gasoline — високооктанова суміш, що зазвичай використовується як присадка до пального), циклопентан (5,2 тисяч тонн) та сировина для отримання вуглецю (Carbon Black Feed Stock, CBFS, в об'ємі 89 тисяч тонн на рік).